# 艾卜耶德-西迪謝赫區
32°53′N 0°34′E / 32.883°N 0.567°E
艾卜耶德-西迪謝赫區（阿拉伯语：‎），是阿爾及利亞的行政區，位於該國西北部，由巴亞茲省負責管轄，首府設於艾卜耶德-西迪謝赫，面積33,082平方公里，1998年人口27,112，人口密度每平方公里0.8人。